# Ohmstal
Ohmstal, früher auch Ohmstal-Niederwil, ist eine Ortschaft in der Gemeinde Schötz im Wahlkreis Willisau des Kantons Luzern in der Schweiz. Die landwirtschaftlich geprägte Streusiedlung mit den Ortsteilen Ohmstal und Niederwil besteht aus Einzelhöfen und einer erst gegen Ende des 20. Jahrhunderts entstandenen geschlosseneren dörflichen Häusergruppe. Bis zum 31. Dezember 2012 war Ohmstal eine eigene Einwohnergemeinde; am 1. Januar 2013 fusionierte sie als mit 307 Einwohnern damals kleinste Gemeinde des Kantons Luzern mit Schötz. Sehenswürdigkeiten in Ohmstal sind die Marienkapelle der ehemaligen Einsiedelei, eine Auferstehungsgrotte und das ehemalige Kurhaus.

## Geographie
Ohmstal liegt zum grossen Teil im Hügelgebiet des unteren Lutherntals, teilweise auch in dessen Talboden, und westlich des Dorfes Schötz. Der Ort besteht aus den beiden Ortsteilen Ohmstal und Niederwil (535 m ü. M.) im Talboden, durch den die Luthern fliesst. Niederwil liegt zwischen dem Buttenberg (616 m ü. M.) im Osten, der Niederwilhöhe (714 m ü. M.) im Westen und dem Kirchberg (598 m ü. M.) im Norden. Beide Ortsteile bestanden bis 1980 aus Einzelhöfen und bildeten kein geschlossenes Dorf. Erst durch ein Neubaugebiet in der Ohmstaler Gegend Lörzigen, das junge Familien zur Niederlassung in Ohmstal anregen sollte, und in dem bis 2001 16 Einfamilienhäuser gebaut wurden, entstand ein «Dorf Ohmstal». Nur im Westen gibt es grössere Waldstücke, so dass lediglich 26,6 % der ehemaligen Gemeindefläche von Wald bedeckt ist. Die Ebene bei Niederwil und Rodungen im Hügelgebiet bieten Bauern Anbaugelegenheiten. So sind 67,9 % des ehemaligen Gemeindeareals landwirtschaftliches Nutzgebiet. Weitere 4,9 % sind Siedlungsfläche. Ohmstal grenzte als Gemeinde an Ebersecken, Gettnau, Grossdietwil, Schötz und Zell LU.

## Bevölkerung
| Entwicklung | Entwicklung |
| ----------- | ----------- |
| Jahr        | Einwohner   |
| 1850        | 416         |
| 1860        | 366         |
| 1880        | 388         |
| 1900        | 283         |
| 1920        | 290         |
| 1941        | 326         |
| 1960        | 294         |
| 1980        | 257         |
| 1990        | 287         |
| 2000        | 317         |
| 2010        | 312         |

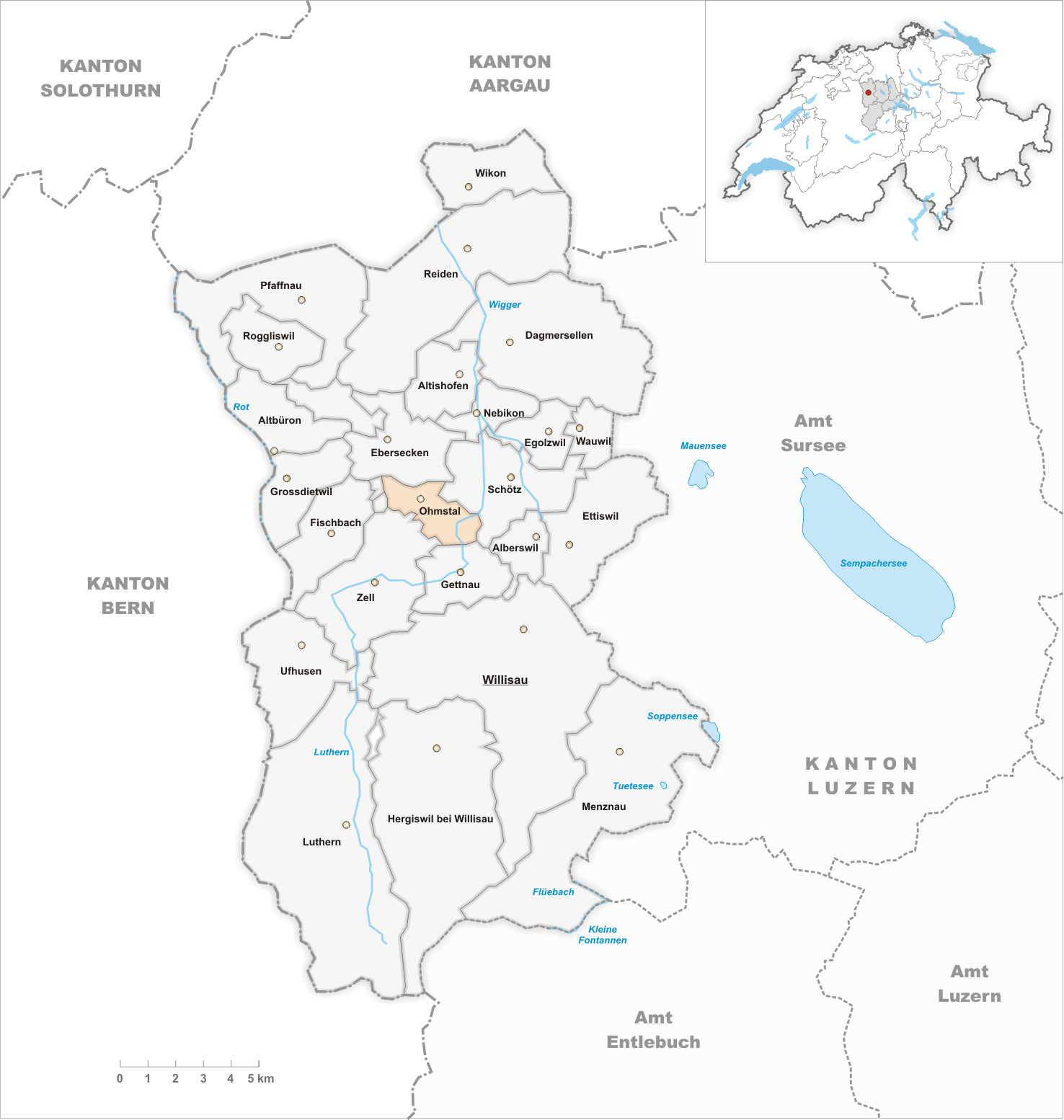
Gemeindestand vor der Fusion am 1. Januar 2013

Die Bevölkerungszahl sank in der zweiten Hälfte des 19. Jahrhunderts massiv (1850–1900: −32,0 %). Ursache dafür war die Abwanderung von den ländlichen Gemeinden in die Industriezentren. Eine Ausnahme bilden nur die 1870er-Jahre, als die Einwohnerzahl kurzfristig anstieg. Mit Ausnahme der Jahre 1941 und 1980 pendelte sie dann bis 1990 stets zwischen 280 und 297 Personen. Das Jahr 1980 bildete mit 257 Einwohnern den Tiefststand. Durch das Neubaugebiet in der Gegend Lörzigen, in dem sich auch Zugezogene niederliessen, stieg die Bevölkerungszahl bis ins Jahr 2000 wieder auf 317 an. Seither stagnierte die Einwohnerzahl. Vor der Fusion mit Schötz war Ohmstal die kleinste Gemeinde des Kantons Luzern.
Die Bevölkerung benutzt als Alltagssprache eine hochalemannische Mundart. Bei der letzten Volkszählung im Jahr 2000 gaben von 317 Einwohnern 313 Deutsch als Hauptsprache an, eine Person Französisch und drei Personen andere Sprachen. Ende 2010 betrug der Ausländeranteil in Ohmstal 5,1 %. Unter den Ausländern am stärksten vertreten waren Staatsangehörige Portugals, Deutschlands und Spaniens.

### Bildung
1845 wurde in Ohmstal ein Schulhaus gebaut, wobei die Kinder aus Ohmstal und Niederwil schon seit Beginn des 19. Jahrhunderts in einer «Schulstube» unterrichtet worden waren. Das Schulhaus diente zugleich als Armenhaus. Im Jahr 2000 ersetzte man das seither mehrfach umgebaute Schulhaus, das in einem schlechten Zustand war, durch einen Neubau. Seit 1971 verlassen die Schüler nach der sechsten Primarklasse die Schule von Ohmstal und besuchen weiterführende Schulen in Schötz und Willisau. 2001 wurde an der Schule Ohmstal die erste Ganztagsschule des Kantons Luzern eröffnet. Sie wurde im Schuljahr 2008/09 mit der der Schule von Schötz zusammengelegt. Die Tagesschule in Ohmstal wird weitergeführt und bietet ergänzend zum Unterricht eine freiwillige schulergänzende Betreuung an, die ab Mittag auch von noch nicht schulpflichtigen Kindern ab ca. drei Jahren besucht werden kann.

### Religionen
Früher waren alle Bewohner Mitglied der römisch-katholischen Kirche. Durch Kirchenaustritte und Zuwanderung aus anderen Regionen der Schweiz und dem Ausland hat sich dies geändert. Im Jahr 2000 sah die religiöse Zusammensetzung wie folgt aus: 249 Einwohner waren römisch-katholisch, 46 protestantisch (evangelisch-reformiert), 20 konfessionslos und zwei machten keine Angaben. Ohmstal gehört zur römisch-katholischen Pfarrei Schötz-Ohmstal, die 1867 aus einer Abspaltung von Teilen der Pfarreien Ettiswil und Altishofen entstand, sowie zum Sprengel Willisau der evangelisch-reformierten Kirchgemeinde Willisau–Hüswil.

## Politik
Vor der Fusion mit Schötz hatte Ohmstal einen dreiköpfigen Gemeinderat (Exekutive). Der letzte Gemeindepräsident war Christoph Freihofer. Als Legislative diente die Gemeindeversammlung, ein direktdemokratisches Organ in den meisten kleinen politischen Gemeinden der Schweiz. Auch Schötz als fusionierte Gemeinde hat an der Gemeindeversammlung festgehalten.
| Parteistärke in Ohmstal bei den Grossratswahlen / Kantonsratswahlen | Parteistärke in Ohmstal bei den Grossratswahlen / Kantonsratswahlen | Parteistärke in Ohmstal bei den Grossratswahlen / Kantonsratswahlen |
| ------------------------------------------------------------------- | ------------------------------------------------------------------- | ------------------------------------------------------------------- |
| Partei                                                              | 2007                                                                | 2011                                                                |
| CVP, JCVP                                                           | 44,3 %                                                              | 44,3 %                                                              |
| SVP, Aktive Senioren Luzern                                         | 22,4 %                                                              | 27,9 %                                                              |
| FDP, 60+                                                            | 18,4 %                                                              | 16,2 %                                                              |
| Grüne, Junge Grüne                                                  | 6,5 %                                                               | 5,6 %                                                               |
| SP, Juso, SP-Second@s Plus Luzern (SPSE)                            | 6,6 %                                                               | 4,3 %                                                               |
| Grünliberale                                                        | –                                                                   | 1,8 %                                                               |
| Übrige                                                              | 1,8 %                                                               | –                                                                   |

## Wirtschaft und Verkehr
Die Strukturen von Ohmstal sind landwirtschaftlich geprägt. 2004 bestanden 22 Landwirtschaftsbetriebe, 2008 waren es noch 21. 61,8 % der Beschäftigten in Ohmstal waren mit Stand 2008 im primären Sektor tätig, 15,5 % im Sekundärsektor und 22,7 % im Tertiärsektor. Im Jahre 2000 waren 96 von 167 Erwerbstätigen Wegpendler, und es gab 24 Zupendler.
Eine Brüterei für Mastküken wurde 1967 in Niederwil eröffnet. Die Käserei in Ohmstal wurde 1999 nach 139 Jahren geschlossen. Wie in vielen anderen kleinen Dörfern der Schweiz gibt es in Ohmstal auch keinen Dorfladen und keine Poststelle der Schweizerischen Post mehr. Die Poststelle von Ohmstal wurde Anfang der 2000er-Jahre geschlossen, seine eigene Postleitzahl hat Ohmstal dabei behalten. Heute bietet die Post in Ohmstal einen Hausservice an.
Ohmstal ist eine der wenigen Ortschaften im Kanton Luzern, welche nicht direkt an das Netz des öffentlichen Verkehrs angeschlossen sind. Die nächstgelegenen Bahnhöfe befinden sich in Nebikon an der Bahnstrecke Olten–Luzern, etwa 5 km vom Zentrum von Ohmstal (Lörzigen) entfernt, und im näher gelegenen Gettnau an der Bahnstrecke Huttwil-Wolhusen bzw. an der Linie S6 der S-Bahn Luzern (etwa 3 km von Ohmstal bzw. 1,5 km von Niederwil). Busverbindungen gibt es in Schötz. Der Ortsteil Niederwil liegt an der Strasse Schötz–Gettnau, der Rest der ehemaligen Gemeinde an einer Strasse von Schötz Richtung Fischbach/Zell. Der nächste Autobahnanschluss ist Dagmersellen an der A2 in 8 km Entfernung.

## Geschichte

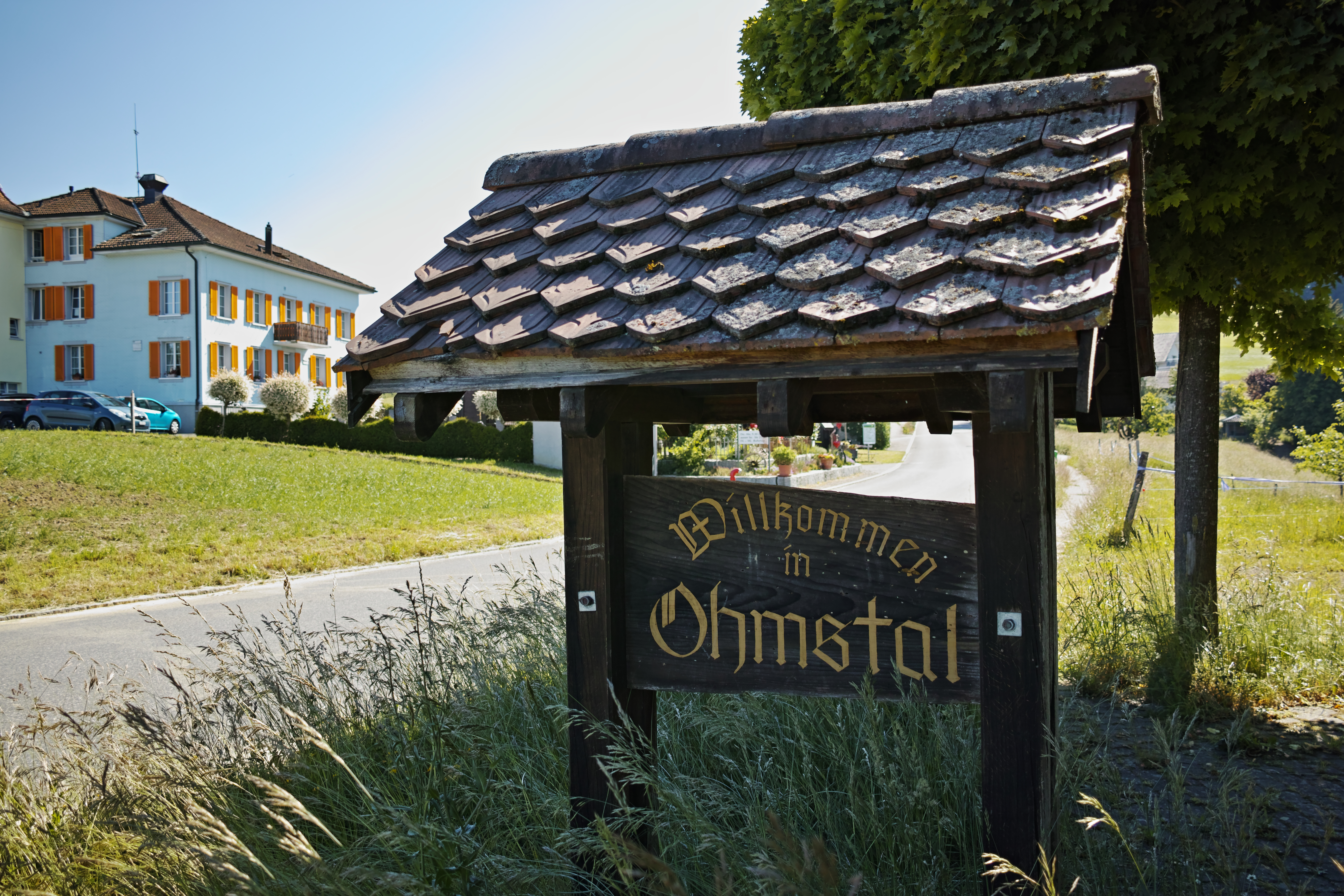
Schild «Willkommen in Ohmstal»

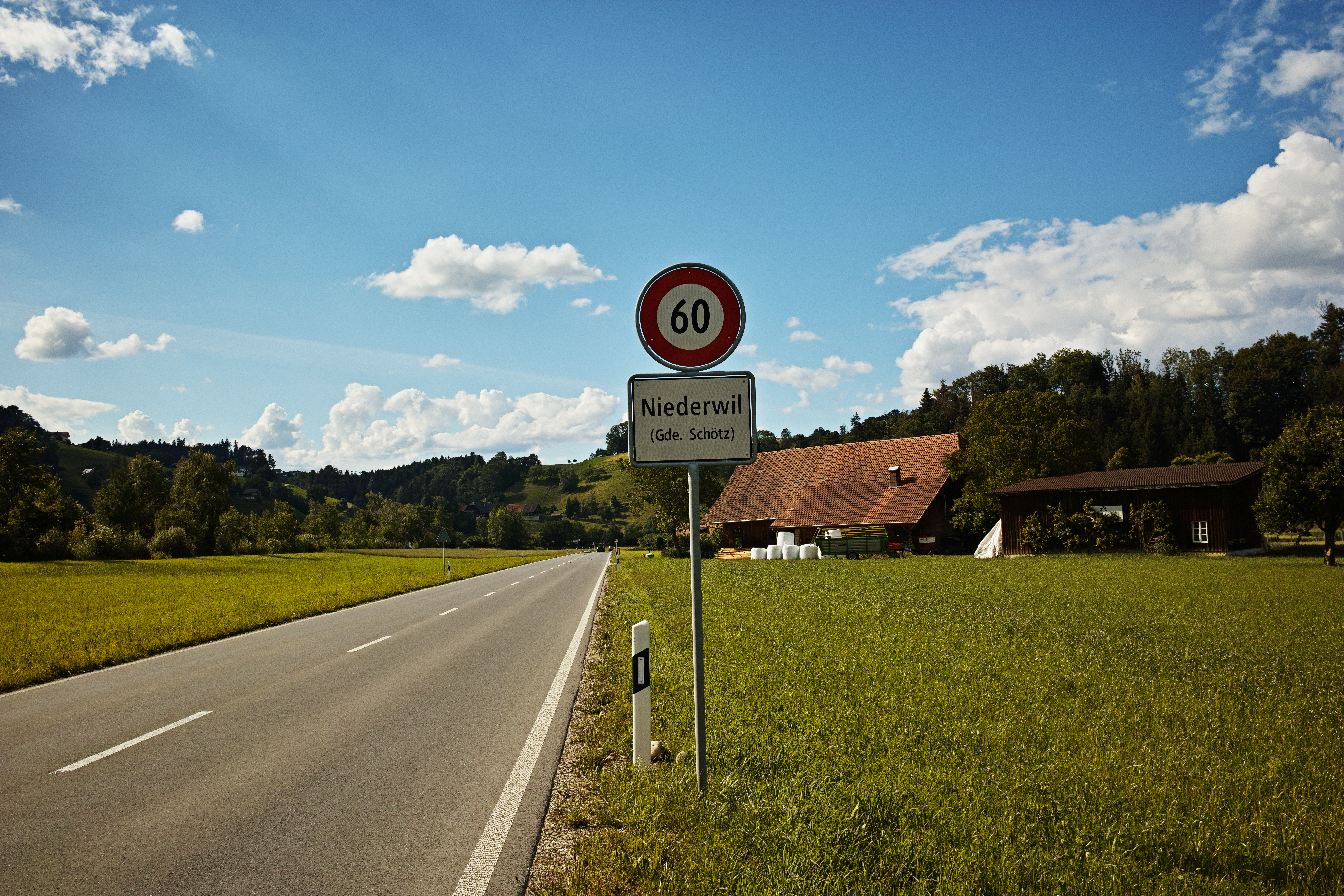
Ortseingang Niederwil an der Strasse von Gettnau

Jungsteinzeitliche menschliche Anwesenheit in der Gegend ist durch spärliche Funde belegt, so eine Steinbeilklinge an einer Hanglage in Ohmstal. Omistal wurde erstmals in den Acta Murensia des Klosters Muri (Mitte 12. Jahrhundert) erwähnt, zwischen dem 15. und dem 17. Jahrhundert erscheint der Name auch als Amanstal oder Amenstal. Der Name ist wahrscheinlich eine Bildung mit dem althochdeutschen Personennamen Omi oder Omo und dem Gattungswort Tal oder Stall. So gelangte der Flurnamen- und Mundartforscher Josef Zihlmann zur Deutung «(des) Omen Stall» oder «Wohnstelle des Om», während das Lexikon der schweizerischen Gemeindenamen sich für die Auslegung «im Tal des Omi, Omo» entschieden hat.
Um 1330 gehörten Zehnt und einige Güter von Ohmstal dem Kloster Einsiedeln. Ab dem Spätmittelalter wechselte der Besitz der Höfe von Ohmstal zusammen mit Zell und einem Teil von Schötz. Niederwil gehörte ca. 1303–1798 zur Herrschaft Kasteln, die den (Neu-)Kyburgern bzw. nach deren Aussterben den Habsburgern gehörte. Nachdem Kirchenvogtei und Grafschaft Willisau, worin Kasteln und damit das Gebiet von Niederwil lag, in den 1360er-Jahren an die Grafen von Aarberg-Valangin gelangt waren, verkauften die Witwe und Kinder des Grafen Johann II. von Aarberg-Valangin den Komplex 1407 an Luzern. Bis 1798 gehörte das Gebiet von Ohmstal und Niederwil nun zur Landvogtei Willisau, danach in der Helvetischen Republik bis 1803 zum Distrikt Willisau und seither zum neu geschaffenen Amt Willisau.
Es lässt sich nicht mit Sicherheit feststellen, ab wann Ohmstal und Niederwil als eigentliche «Gemeinden» mit eigenen politischen Strukturen galten. Jedenfalls wurden sie durch einen Beschluss des Regierungsrats von Luzern vom 8. Mai 1819 zusammengelegt, als festgehalten wurde, dass «Ohmstall mit Niederwyl» als Gemeinde einen eigenen Gemeindeammann erhalten solle. Bis ins 20. Jahrhundert war als Name für die Gemeinde auch noch Ohmstal-Niederwil gebräuchlich.
Im Jahre 2010 prüften die Gemeindebehörden zunächst unter dem Namen «ENOS» eine Fusion von Egolzwil, Ohmstal, Nebikon und Schötz. Nachdem eine Studie des Kantons zum Schluss gekommen war, dass eine Vereinigung der vier Gemeinden keine finanziellen Vorteile brächte, führten sie dieses Projekt nicht weiter. Ohmstal strebte danach weiterhin eine Fusion mit Schötz an, was von der Gemeinde Schötz auch positiv aufgenommen wurde. Bei der Volksabstimmung vom 11. März 2012 stimmten in Ohmstal 90 % und in Schötz 80 % der Stimmbevölkerung der Fusion zu, die auf den 1. Januar 2013 umgesetzt wurde.

## Wappen
Das Wappen mit den beiden Sternen in den Farben des Amtes Willisau symbolisiert die Zusammenlegung von Ohmstal und Niederwil 1819 und ist eine Neuschöpfung des 20. Jahrhunderts. Die Blasonierung lautet: Geteilt von Gelb und Rot mit zwei sechsstrahligen Sternen in gewechselten Tinkturen.

## Sehenswürdigkeiten

### Einsiedelei mit Marienkapelle

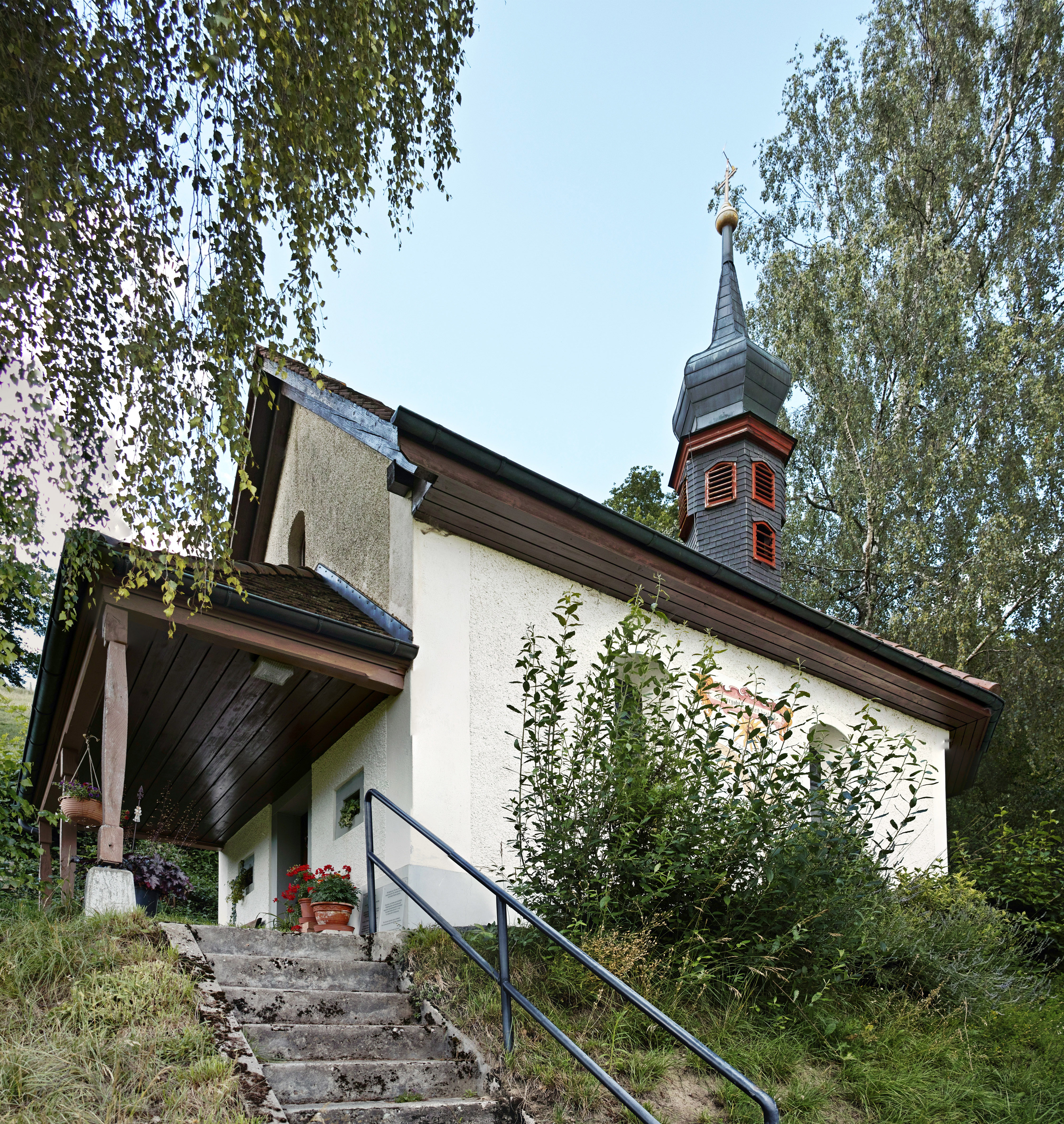
Marienkapelle

Johannes Hegi, ein Eremit der Kongregation von Luthern Bad, baute 1841 auf Bitte des Pfarrers von Ettiswil im Ortsteil Niederwil eine Einsiedelei. Der letzte Eremit verliess diese 1883, und 1904 verkaufte sie die Kongregation an die Polizeigemeinde Ohmstal. Sie wurde als Wohnung vermietet. Als die «Klausur» 1976 einem Brand zum Opfer fiel, war sie die letzte im Kanton erhaltene Einsiedelei. In Erinnerung daran wurde eine Blockhütte als Ersatzbau erstellt, die weiterhin als «Klausur» bezeichnet wird.
Die zur Einsiedelei gehörende Kapelle Maria Opferung wurde 1841–1842 auf Initiative von Ohmstaler Bürgern für den «Waldbruder» errichtet. 1985 wurde sie letztmals renoviert. Zu ihrer Ausstattung gehören zwei Terrakotta-Heiligenfiguren des Einsiedlers Antonius und des Viehpatrons Wendelin von Michael Achermann. Achermann war ebenfalls Mitglied der Eremitenkongregation, lebte seit 1844 in der Einsiedelei von St. Joder in Hergiswil bei Willisau und war seit 1847 als Tonplastiker tätig.

### Auferstehungsgrotte
Die Auferstehungsgrotte an der Luthern bei Niederwil wurde im Jahr 2000 eingeweiht und ist Bestandteil eines Besinnungswegs, der von der Gemeindegrenze Nebikon bis zur Gemeindegrenze Gettnau entlang der Luthern führt.

### Kurhaus

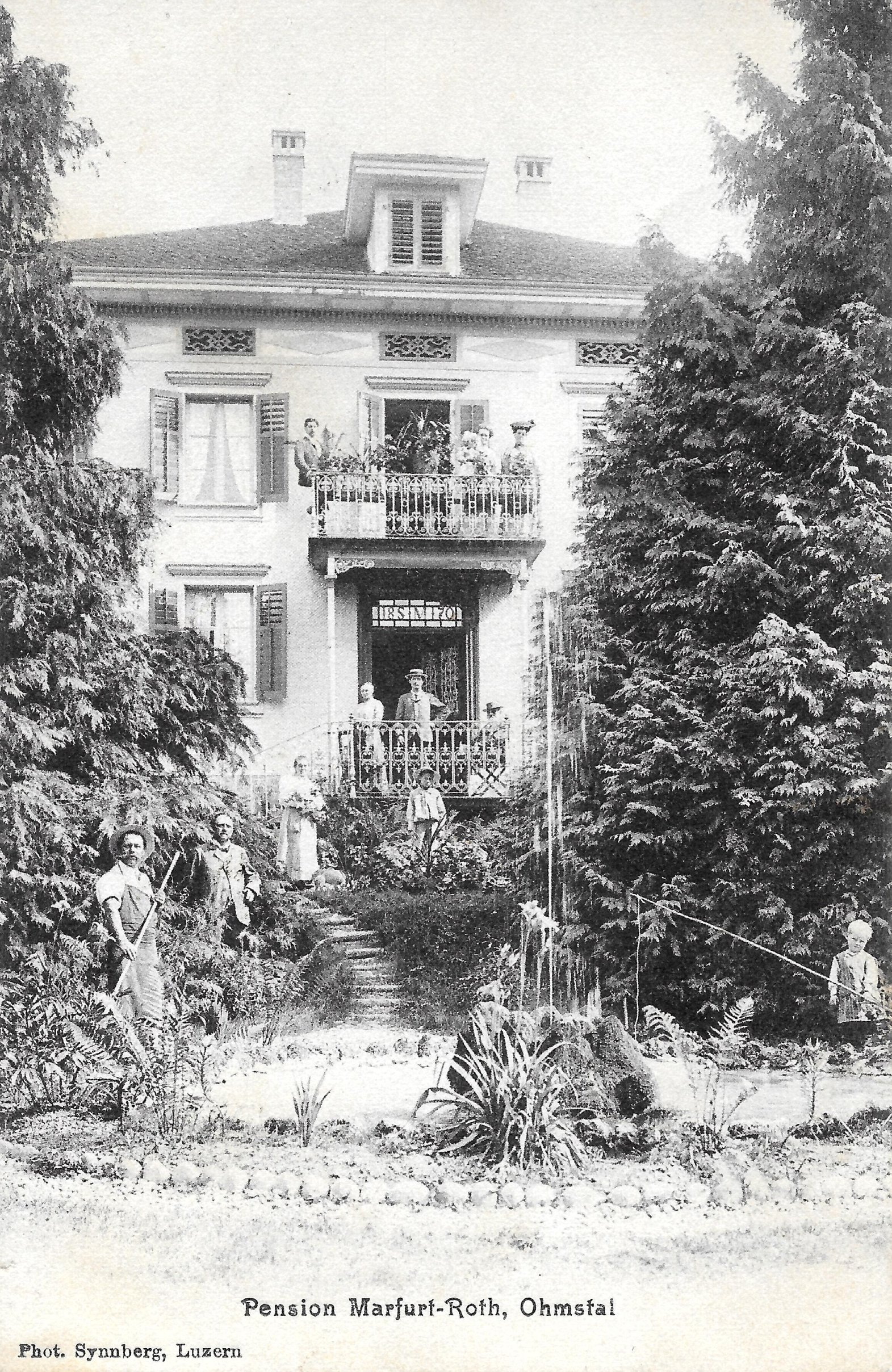
Das Kurhaus Ohmstal auf einer Postkarte von 1907

Ein auffälliges Gebäude in Ohmstal ist das ehemalige Kurhaus. Dieses nahm seinen Betrieb am 1. Mai 1907 auf, in einem bereits 1873 für ein landwirtschaftliches Anwesen erbauten Gebäude. Obwohl es in Ohmstal keine Heilquellen gibt, sah der Gründer des Kurhauses Sales Marfurt-Roth das Projekt als vielversprechend an und führte in seinem Gesuch als Vorzüge des Orts «die schönen, in der Nähe liegenden Wälder, die staubfreie Luft und eine schöne Fernsicht» an. Der Betrieb war zunächst erfolgreich und zog besonders Gäste aus Süddeutschland an, litt jedoch unter den Folgen des Ersten Weltkriegs. Auch nach dem Krieg konnte das Kurhaus bzw. die «Pension Marfurt-Roth» nicht mehr an den Vorkriegserfolg anknüpfen. Marfurt beschränkte sich ab den 1920er-Jahren auf den Betrieb als Gaststätte ohne Pension. Das Kurhaus wechselte seither mehrfach den Besitzer und wird heute als Restaurant Kurhaus Ohmstal geführt.

### Galerie

Umgebung der Marienkapelle
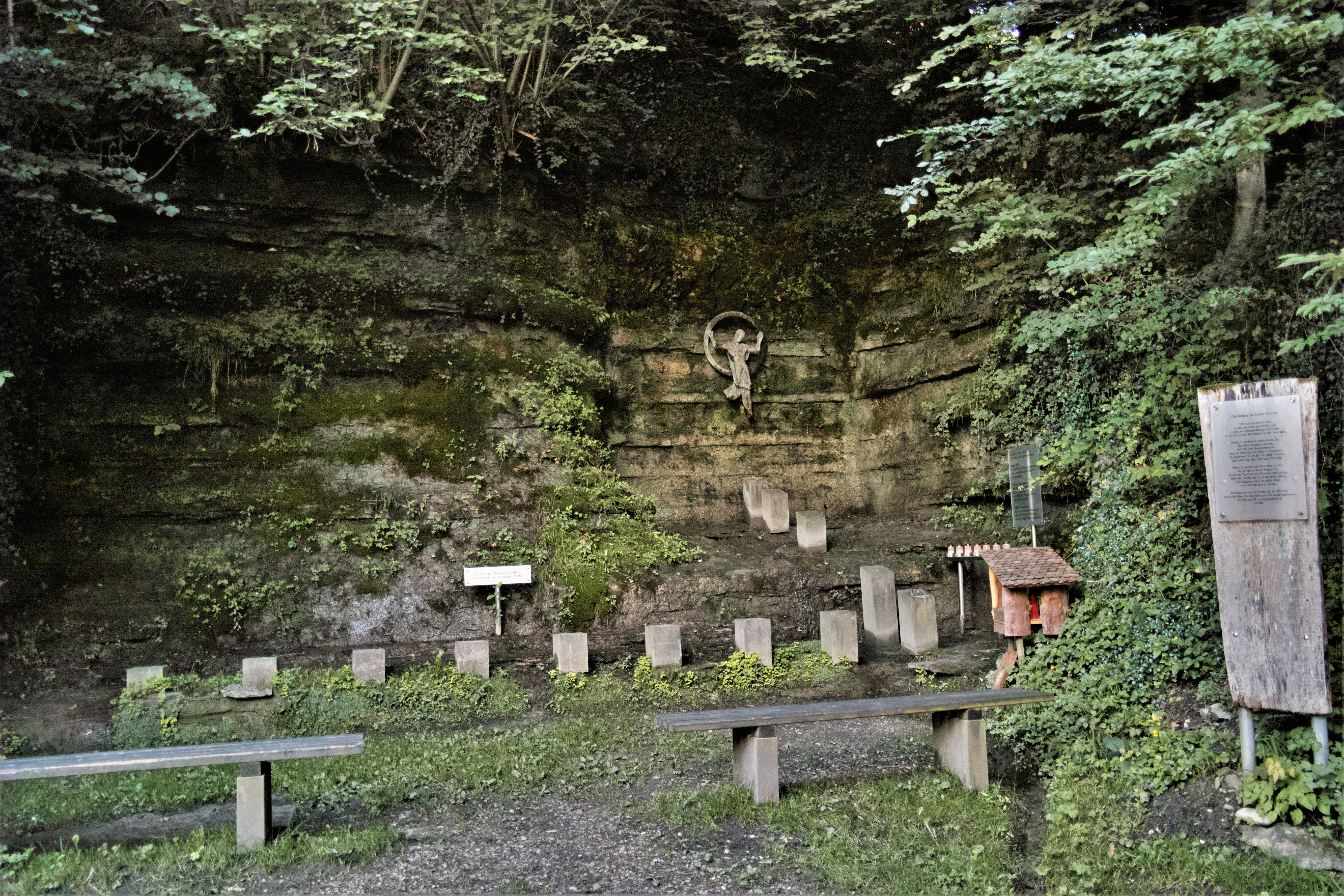
Auferstehungsgrotte
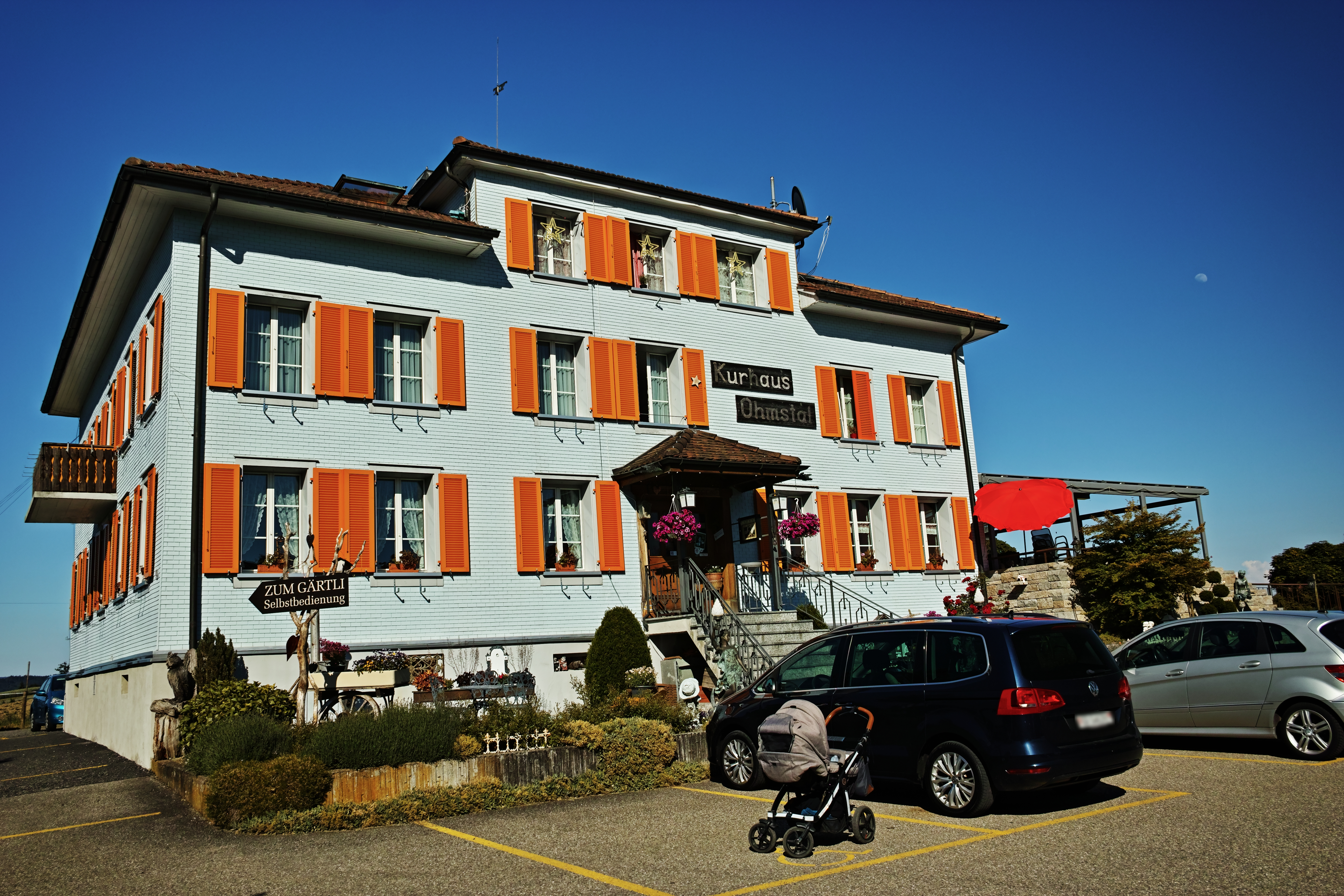
Das Kurhaus Ohmstal, 2020

## Persönlichkeiten
- Rosa Bättig (1825–1855), Gründerin des Klosters «Leiden Christi» in Gonten[47]
- Alois Lichtsteiner (* 1950), Maler und Objektkünstler